# Avi Wigderson
Avi Wigderson (Haifa, 9 settembre 1956) è un matematico e informatico israeliano.
È titolare della cattedra Herbert H. Maass alla Scuola di matematica presso l'Institute for Advanced Study di Princeton. I suoi interessi di ricerca includono la teoria della complessità, algoritmi paralleli, teoria dei grafi, crittografia, calcolo distribuito e reti neurali.

## Biografia
Wigderson ha compiuto i suoi studi universitari presso il Technion di Haifa, in Israele, laureandosi nel 1980, e ha proseguito gli studi universitari alla Princeton University. Ha conseguito il dottorato di ricerca in informatica nel 1983 dopo aver completato una tesi di dottorato, dal titolo "Studies in computational complex", sotto la supervisione di Richard Lipton. Dopo posizioni a breve termine presso l'Università di Berkeley, l'IBM Almaden Research Center di San Jose, (California) e il Mathematical Sciences Research Institute di Berkeley, è entrato a far parte della facoltà della Hebrew University nel 1986. Nel 1999 ha anche assunto una posizione presso l'Institute for Advanced Study, e nel 2003 ha rinunciato alla sua posizione alla Hebrew University per prendere la residenza a tempo pieno presso la IAS.
.

## Premi e riconoscimenti
Wigderson ha ricevuto il Premio Nevanlinna nel 1994 per il suo lavoro sulla complessità computazionale. Insieme a Omer Reingold e Salil Vadhan ha vinto il Premio Gödel 2009 per il lavoro sul prodotto a zig-zag dei grafici, un metodo per combinare grafici più piccoli per produrne di più grandi utilizzato nella costruzione di grafi espansori. È stato eletto alla National Academy of Sciences nel 2013. È stato eletto ACM Fellow nel 2018 per "contributi all'informatica e alla matematica teoriche". Nel 2019 Wigderson ha ricevuto il Premio Knuth per i suoi contributi ai "fondamenti dell'informatica in aree quali il calcolo randomizzato, la crittografia, la complessità dei circuiti, la complessità delle prove, il calcolo parallelo e la comprensione delle proprietà dei grafi fondamentali". . Nel 2021 ha vinto, insieme a Laszlo Lovasz, il Premio Abel per la matematica "per i loro fondamentali contributi all'informatica teorica e alla matematica discreta, e il loro ruolo guida nel renderli ambiti centrali della moderna matematica".  Wigderson ha ricevuto il Premio Turing 2023 per i suoi contributi fondamentali alla teoria della computazione, comprendenti una profonda comprensione del ruolo della casualità nella computazione e decenni di guida intellettuale in informatica teorica.